# Диолк
Диолк (др.-греч. Δίολκος) — дорога-волок длиной 6 км и шириной 3-4 м, мощёная каменными плитами с глубокими желобами, в которые помещали деревянные полозья, смазанные жиром. Диолк пересекал Коринфский перешеек и соединял два его порта — Кенхреи и Лехей. И, хотя по диолку можно было волоком перетаскивать лёгкие военные и небольшие торговые корабли, всё же было более выгодным перетаскивать не корабли, а их груз на тележках, которые толкали рабы. Эта дорога была построена в VI в. до н. э. и использовалась по назначению вплоть до IX в.
Диолк был значительно усовершенствован при Периандре, во время его тирании (правления) в VII — начале VI века до нашей эры, что дало городу-государству Коринфу огромные доходы и позволило отменить все налоги в самом городе.

## Подробности
В античные времена (I тыс. до н. э.) вокруг греческих полисов (городов) сложилась бурная морская торговля и множество товаров нужно было везти из Финикии, Египта, а также черноморских, ионических (современное западное побережье Турции), итальянских, сицилийских, африканских (Киренаика и Навкратис) и других колоний греков, сложившихся в VIII—VI веках до н. э. практически по всему Средиземноморью из-за перенаселения в греческих метрополиях.
Все мореплавания проходили невдалеке от берега и попасть с востока на запад (или наоборот) по морю можно было только через Грецию двумя путями — мимо мыса Малея и через Коринфский перешеек, перетащив корабль через него по постоянному волоку. Мыс Малея находится на южной оконечности Пелопоннесского полуострова и издавна пользовался дурной славой из-за сильных ветров и нагоняемых ими волн. Объясняется это тем, что в этой точке сходятся несколько линий движения атлантических циклонов, из-за чего шанс встретиться с циклоническими ветрами очень велик. Древние суда не могли противостоять сильному ветру, и он грозил унести их в море или разбить о скалы, а высокие волны могли перевернуть их или затопить водой.
Поэтому у Диолка как единственного безопасного путепровода между и Эгейским и Ионическим морями не было альтернатив. Периандр углубил, расширил и усовершенствовал волок, облицевал его мрамором и построил гавани с двух сторон от него, сделав Диолк чрезвычайно прибыльным сооружением, введя налог на транспортировку кораблей.
В настоящее время рядом с Диолком построен Коринфский канал.